# Julien Paris
Julien Paris († 9. Juni 1672) war ein französischer römisch-katholischer Geistlicher, Zisterzienser, Abt, Ordensreformer, Ordenshistoriker und Herausgeber.

## Leben und Werk

### Der Zisterzienser
Paris trat in die Zisterzienserabtei Prières (südöstlich Vannes) ein und wurde Doktor der Theologie an der Sorbonne. Das Kloster Prières war unter Abt Jean Jouaud (Amtszeit 1631–1673) ein Zentrum der Strengen Observanz, zu der auch Julien Paris zu zählen ist.

### Der Abt
Von 1646 bis 1671 war er – als Nachfolger von Jean Pelletier († 3. Juli 1645) – Abt der Zisterzienserabtei Foucarmont (zwischen Dieppe und Amiens, heute verschwunden). In seiner Amtszeit fand dort im Mai 1650 ein unerlaubtes Treffen von Vertretern der Strengen Observanz (mit Anwesenheit von Jean Jouaud) statt, das im Streit der Observanzen unter Generalabt Claude Vaussin eine Rolle spielte.

### Der Ordenshistoriker
Abt Julien hat sich im Streit der Observanzen mit zwei gewichtigen Publikationen auf der Seite der Strengen engagiert. 1653 legte er unter dem Titel Du premier Esprit de l’Ordre de Cîteaux („Vom ursprünglichen Geist des Zisterzienserordens“) auf 650 Seiten eine reformorientierte Ordensgeschichte vor, die 1670 eine zweite Auflage erlebte und für Jean de Rancé wegweisend wurde. Er schob dazu 1664 mit dem bekannter gewordenen Nomasticon Cisterciense eine Textsammlung nach, die 1670 ebenfalls nachgedruckt wurde. Sie erfuhr durch Hugues Séjalon (1824–1890, Trappist der Abtei Notre-Dame des Dombes), eine Neuausgabe, die 1892 in der Benediktinerabtei Solesmes gedruckt wurde.

Paris gehörte zu den redegewandesten und effektivsten Vertretern der Strengen Observanz; seine Askese und Reformwilligkeit verbanden sich mit einem wissenschaftlichen Geist und einem tiefen Geschichtssinn.

## Schriften (Auswahl)
- Du premier Esprit de l’Ordre de Cîteaux où sont traitées plusieurs choses nécessaires pour la connaissance et le rétablissement du gouvernement et des mœurs des Instituteurs de cet Ordre et pour l’intelligence de la règle de saint Benoist. Paris 1653. 
  - (zweite Auflage) Sébastien Mabre-Cramoisy (1637–1687), Paris 1670. (424 + 239 Seiten)
- (Hrsg.) Nomasticon Cisterciense seu antiquiores Ordinis Cistercienses constitutiones. A R.P.P.D. Iuliano Paris, Monasterii Fulcardimontis strictioris Observantiae ejusdem Ordinis Abbate et Sacrae Facultatis Parisiensi Doctore, collectae ac notis et observationibus adornatae. Witwe Gervais Alliot († 1654) und Gilles Alliot (1636–1674), Paris 1664. (mit Widmung an Guillaume Ier de Lamoignon, marquis de Basville, 1617–1677, Parlamentspräsident) 
  - (zweite Auflage, gleicher Titel) Sébastien Mabre-Cramoisy, Paris 1670.
  - (neuer Hrsg.) Hugues Séjalon (* 1824 in Trévoux; † 23. April 1890) (gleicher Titel) Abtei Saint-Pierre, Solesmes 1892.